# Martin Lehnert (Sinologe)
Martin Lehnert (* 1968) ist ein deutscher Sinologe.

## Leben
Nach und neben dem Magister-Studium der Sinologie, Indologie und Musikwissenschaft an der Albert-Ludwigs-Universität Freiburg im Breisgau und an der Taiwan Normal University in Taipeh zwischen 1988 und 1994 war er von 1993 bis 1998 wissenschaftliche Hilfskraft im am Sprachlernzentrum der Albert-Ludwigs-Universität. Nach der Promotion 1999 zum Dr. phil. in Freiburg im Breisgau war er von 2000 bis 2005 Assistent und von 2005 bis 2011 wissenschaftlicher Mitarbeiter am Ostasiatischen Seminar der Universität Zürich. Seit 2011 ist er Professor für Religion und Philosophie Ostasiens am Japan-Zentrum der Ludwig-Maximilians-Universität München.
Seine Forschungsschwerpunkte sind Autorität in religiösen Sinnsystemen, Musik und Riten sowie historische Sinnprämissen von Moralpragmatik, Rezeption und Reproduktion indischer buddhistischer Texte in China und Japan; Modelle und Strategien der Exegese, Funktionen von Sprache und Überlieferung im esoterischen Buddhismus; Textpragmatik und Intertextualität und Probleme der Aktualisierung von religiösen und philosophischen Texten in der Gegenwart; Gender Studies und Religion.
Von 2015 bis 2017 war Lehnert Dekan der Fakultät für Kulturwissenschaften. Seit 2015 ist er Vertrauensdozent der Studienstiftung des deutschen Volkes, seit 2019 federführender Vertrauensdozent am Standort München.

## Schriften (Auswahl)
- Die Strategie eines Kommentars zum Diamant-Sūtra. (Jingang-boruo-boluomi-jing Zhujie, T. 1703). Wiesbaden 1999, ISBN 3-447-04235-4.
- Partitur des Lebens. Die Liaofan si xun von Yuan Huang (1533–1606). Bern 2004, ISBN 3-03910-408-X.
- mit Roland Altenburger und Andrea Riemenschnitter (Hg.): Dem Text ein Freund. Erkundungen des chinesischen Altertums. Robert H. Gassmann gewidmet. Bern 2009, ISBN 978-3-03911-616-4.
- "Jenseits der Geschlechterpolarität? Religiöse Aspekte buddhistischer Auffassungen von sexueller Differenz”, in: Anna-Katharina Höpflinger, Ann Jeffers und Daria Pezzoli-Olgiati (eds.), Handbuch Gender und Religion, 2., überarbeitete und erweiterte Auflage. Göttingen: Vandenhoeck & Ruprecht 2021, 327–351.
- mit Steffen Döll (Hrsg.): Interactions Between Religious and Political Authority. Wien: Austrian Academy of Sciences Press, 2024. ISBN 978-3-7001-9209-1.